# Eva-Kajsatjärnen
Eva-Kajsatjärnen är en sjö i Arvidsjaurs kommun i Lappland och ingår i Byskeälvens huvudavrinningsområde. Sjön har en area på 0,103 kvadratkilometer och ligger 451,1 meter över havet.

## Delavrinningsområde
Eva-Kajsatjärnen ingår i det delavrinningsområde (728216-164524) som SMHI kallar för Ovan Bergmyrbäcken. Medelhöjden är 444 meter över havet och ytan är 47,86 kvadratkilometer. Räknas de 28 avrinningsområdena uppströms in blir den ackumulerade arean 357,65 kvadratkilometer. Svärdälven som avvattnar avrinningsområdet har biflödesordning 2, vilket innebär att vattnet flödar genom totalt 2 vattendrag innan det når havet efter 155 kilometer. Avrinningsområdet består mestadels av skog (76 procent) och sankmarker (17 procent). Avrinningsområdet har 0,45 kvadratkilometer vattenytor vilket ger det en sjöprocent på 0,9 procent.